# Meloe ajax
Meloe ajax är en skalbaggsart som beskrevs av Pinto 1998. Meloe ajax ingår i släktet Meloe och familjen oljebaggar. Inga underarter finns listade i Catalogue of Life.